# Deutsche Juristen-Zeitung
Die Deutsche Juristen-Zeitung war eine juristische Fachzeitschrift, die am 1. Januar 1896 erstmals im Verlag Otto Liebmann Berlin erschien und 1936 eingestellt wurde. Herausgeber waren neben dem Verleger Liebmann, der auch als Schriftleiter amtierte, der Staatsrechtslehrer Paul Laband, Reichsgerichtsrat Melchior Stenglein und Rechtsanwalt Hermann Staub. Die Zeitschrift war eine wissenschaftlich besonders hoch angesehene Veröffentlichung.

## Geschichte der Zeitschrift bis zum Nationalsozialismus
Die DJZ sollte eine allgemeine, alle Rechtsgebiete und juristischen Berufe übergreifende Zeitschrift sein. Hauptthemen waren nach Laband die allgemeine Richtung, welche die deutsche Wissenschaft des Rechts einschlägt, grundlegende Gerichtsentscheidungen, die allgemeines Interesse verdienen, wichtige Gesetzvorhaben und gemeinsame Standesinteressen.

## Geschichte der Zeitschrift ab 1933

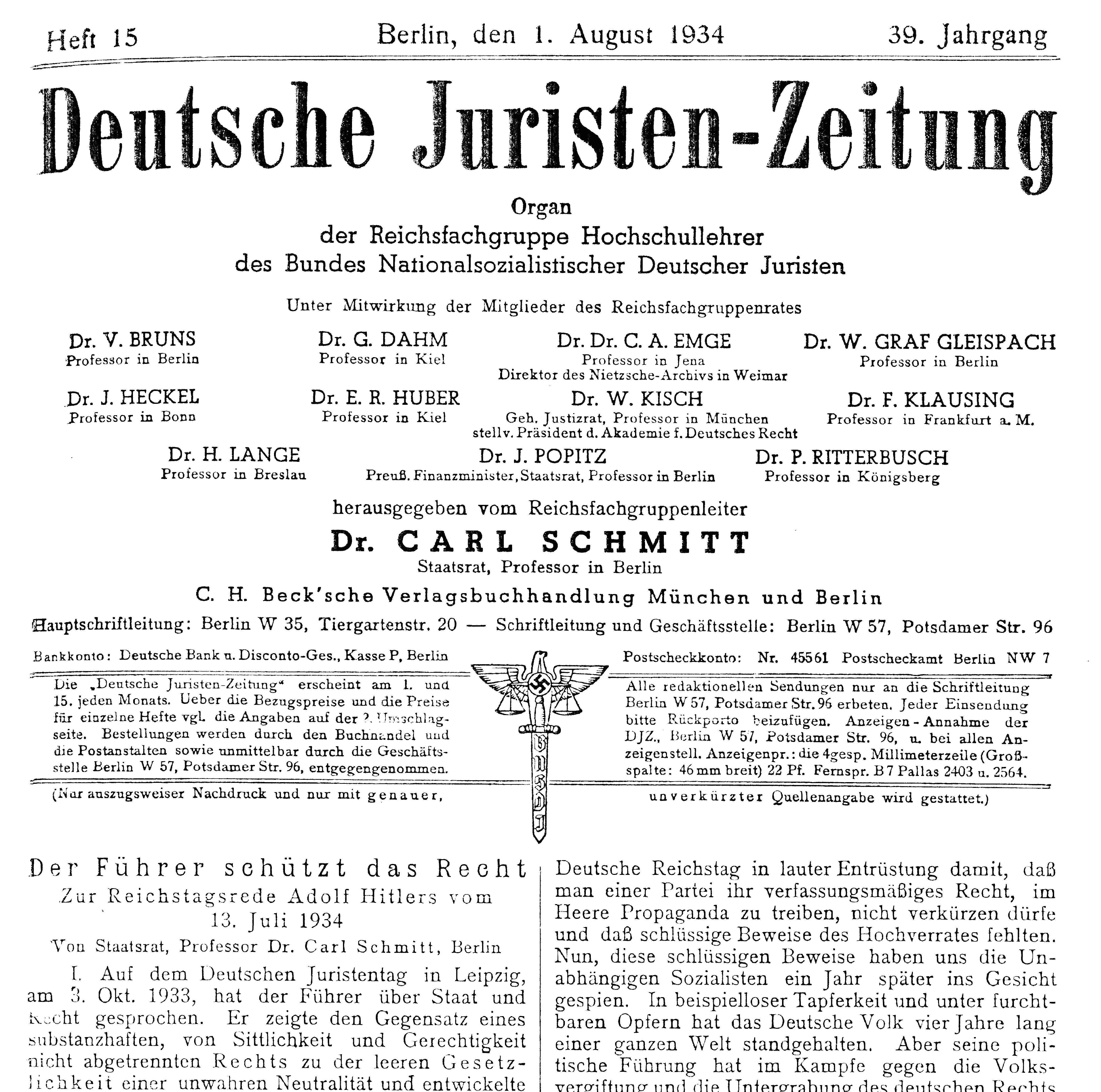
Deutsche Juristen-Zeitung, 1. August 1934 – mit dem Anfang von Carl Schmitts Aufsatz „Der Führer schützt das Recht“.

Ende 1933 arisierte der Verlag C. H. Beck den Verlag des als Juden verfolgten Otto Liebmann. Der nationalsozialistische Funktionär Hans Frank hatte sich des Blattes bemächtigt und setzte im Mai 1934 Carl Schmitt als Herausgeber ein. Bis 1936 erschien die DJZ im Verlag C.H. Beck und wurde dann nach der Entmachtung Carl Schmitts zu Gunsten der Zeitschrift der Akademie für Deutsches Recht eingestellt. Der Beck-Verlag verlor dadurch nichts. Er stellte die eine Zeitschrift ein und vergrößerte die andere (die Zeitschrift der Akademie). Die Zeitschrift der Akademie für Deutsches Recht musste 1945 eingestellt werden. Die Deutsche Juristen-Zeitung ist von der Juristenzeitung (JZ) zu unterscheiden, die seit 1951 im Mohr Siebeck Verlag erscheint.
ISSN 1866-1696

## Zitierweise
- Beiträge und Urteile aus der Deutschen Juristen-Zeitung werden (wie auch bei anderen Zeitschriften) üblicherweise folgendermaßen zitiert:
  - Enneccerus, DJZ 1896, 6 (Aufsatz von Ludwig Enneccerus zum Thema „Die parlamentarischen Aussichten des Bürgerlichen Gesetzbuches“, veröffentlicht im Jahr 1896 ab S. 6)
- Wird auf eine spezielle Seite innerhalb eines Aufsatzes verwiesen, so wird diese mit einem Komma angehängt (Enneccerus, DJZ 1896, 6, 7).